# Nazionale femminile di pallanuoto dell'Australia
La nazionale di pallanuoto femminile australiana è la rappresentativa pallanuotistica dell'Australia in campo femminile nelle competizioni internazionali.
La squadra è controllata dalla Australian Water Polo Incorporated, affiliata all'Oceania Swimming Association.
Nella sua storia l'Australia ha conquistato un titolo olimpico, un mondiale e tre Coppe del Mondo.

## Risultati

### Massime competizioni
Olimpiadi
- 2000  Oro
- 2004 4º
- 2008  Bronzo
- 2012  Bronzo
- 2016 6º
- 2020 5º
- 2024  Argento

Mondiali
- 1986  Oro
- 1991 5º
- 1994 6º
- 1998  Bronzo
- 2001 5º
- 2003 7º
- 2005 6º
- 2007  Argento
- 2009 6º
- 2011 5º
- 2013  Argento
- 2015 4º
- 2017 8º
- 2019  Bronzo
- 2022 6º
- 2023 4º
- 2024 6º
- 2025 6º

### Altre
Coppa del Mondo
- 1979  Bronzo
- 1980 4º
- 1981  Bronzo
- 1983  Bronzo
- 1984  Oro
- 1988 5º
- 1989 5º
- 1991  Argento
- 1993 4º
- 1995  Oro
- 1997  Bronzo
- 1999  Argento
- 2002 6º
- 2006  Oro
- 2010  Argento
- 2014  Argento
- 2018  Bronzo
- 2025 5º

World League
- 2004 7º
- 2005  Bronzo
- 2006 4º
- 2007  Argento
- 2008  Bronzo
- 2009  Bronzo
- 2010  Argento
- 2011  Bronzo
- 2012  Argento
- 2013 7º
- 2014  Bronzo
- 2015  Argento
- 2016  Bronzo
- 2017 7º
- 2018 7º
- 2019 5º
- 2022 6º

### Competizioni giovanili
- Universiadi: 1

2015
- Campionato mondiale U20: 2

1999, 2007

## Formazioni

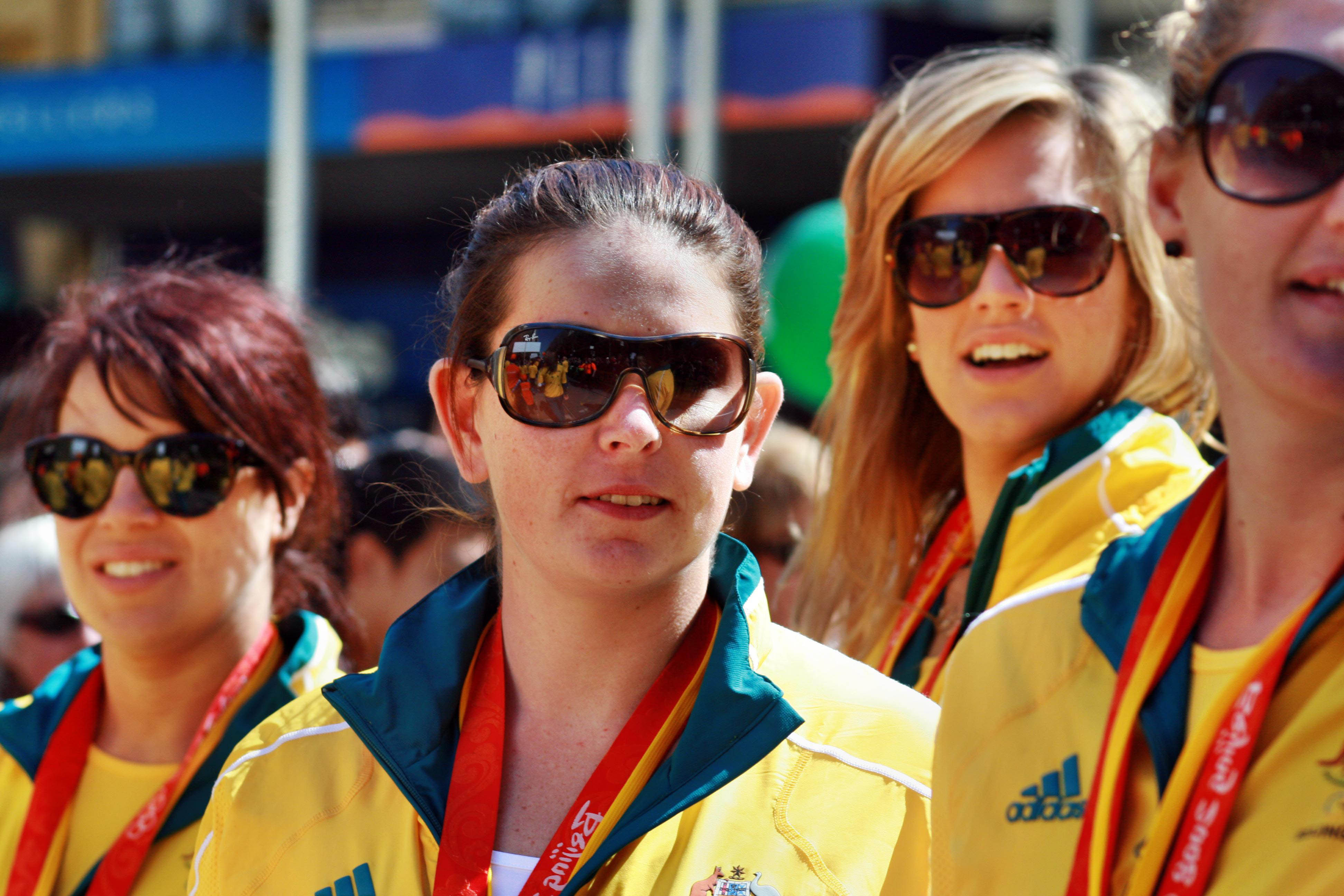
Alcune atlete sul podio di

### Olimpiadi
Giochi olimpici - Sydney 20001 Weekes, 2 Higgins, 3 Miller, 4 Castle, 5 Mayer, 6 Hankin, 7 Woodhouse, 8 Hooper, 9 Watson, 10 Woods, 11 Gusterson, 12 Fox, 13 Mills, CT: István Gorgenyi
Giochi olimpici - Atene 20041 Knox, 2 R. Rippon, 3 Cuffe, 4 Castle, 5 Smith, 6 Brooks, 7 Stuhmcke, 8 Gynther, 9 Norwood, 10 Heuchan, 11 Brownlow, 12 Fox, 13 M. Rippon, CT: István Gorgenyi
Giochi olimpici - Pechino 2008Beadsworth · Cuffe · Fraser · Gofers · Gynther · Hetzel · Knox B · Knox E · McCormack · Rippon M · Rippon R · Santoromito J · Santoromito M, CT: Greg McFadden
Giochi olimpici - Londra 2012Brown · Beadsworth · Smith · Lincoln-Smith · Moran · Knox · Webster · Gynther · Ralph · Southern · Rippon · Zagame · McCormack, CT: Greg McFadden
Giochi olimpici - Rio de Janeiro 2016Yanitsas · Beadsworth · Buckling · Lincoln-Smith · Gofers · Knox · Webster · Ralph · Arancini · Southern · Bishop · Zagame · Wakefield, CT: Greg McFadden

### Altre
- Coppa del Mondo - Irvine 1984 -  Oro:

Kerry Cain, Lisa Copeland, Debbie Handley, Amanda Leeson, Jackie Northam, Katie McAdams, Wendy Meloncelli, Kerry Mills, Sandy Mills, Cathy Parkers, Janet Rayner, Julie Sheperd, Debbie Watson
- Mondiali - Madrid 1986 -  Oro:

Judy Gair, Debbie Handley, Amanda Leeson, Katie McAdams, Megan Meloncelli, Wendy Meloncelli, Lynne Morrison, Sandy Mills, Jackie Northam, Cathy Parkers, Janet Rayner, Julie Sheperd, Debbie Watson.
- Coppa del Mondo - Sydney 1995 -  Oro:

Naomi Castle, Loris Darvill, Kylie English, Claire Finucane, Bridgette Gusterson, Yvette Higgins, Bronwyn Mayer, Stephanie Neesham, Debbie Watson, Liz Weekes, Sharan Wheelock, Danielle Woodhouse, Taryn Woods.
- Mondiali - Perth 1998 -  Bronzo:

Naomi Castle, Simone Dixon, Kylie English, Bridgette Gusterson, Yvette Higgins, Bronwyn Mayer, Melissa Mills, Stephanie Neesham, Marian Taylor, Liz Weekes, Sharan Wheelock, Danielle Woodhouse, Taryn Woods.
- Coppa del Mondo - Tientsin 2006 -  Oro:

Gemma Beadsworth, Nicole Dyson, Suzie Fraser, Taniele Gofers, Kate Gynther, Fiona Hammond, Bronwen Knox, Emma Knox, Alicia McCormack, Patrice O'Neill, Melissa Rippon, Rebecca Rippon, Mia Santoromito.
- Mondiali - Melbourne 2007 -  Argento:

Gemma Beadsworth, Nikita Cuffe, Hadley Gemma, Taniele Gofers, Kate Gynther, Amy Hetzel, Bronwen Knox, Emma Knox, Alicia McCormack, Melissa Rippon, Rebecca Rippon, Mia Santoromito. C.T.: Greg McFadden.
Campionato mondiale - Roma 20091 McCormack, 2 Lincoln-Smith, 3 Smith, 4 R. Rippon, 5 Moran, 6 Knox, 7 Webster, 8 Gynther, 9 Ralph, 10 Dessauvagie, 11 M. Rippon, 12 Zagame, 13 Brown, CT: Greg McFadden
Campionato mondiale - Shanghai 20111 McCormack, 2 Beadsworth, 3 Smith, 4 R. Rippon, 5 Moran, 6 Knox, 7 Webster, 8 Gynther, 9 Ralph, 10 Lincoln-Smith, 11 M. Rippon, 12 Zagame, 13 Brown, CT: Greg McFadden
Campionato mondiale - Barcellona 20131 Barta, 2 Appel, 3 Buckling, 4 Lincoln-Smith, 5 Bishop, 6 Knox, 7 Webster, 8 McGhie, 9 Arancini, 10 Southern, 11 Gofers, 12 Zagame, 13 Wakefield, CT: Greg McFadden
Campionato mondiale - Kazan' 20151 Yanitsas, 2 Beadsworth, 3 Buckling, 4 Lincoln-Smith, 5 Gofers, 6 Knox, 7 Webster, 8 McGhie, 9 Arancini, 10 Southern, 11 Halligan, 12 Zagame, 13 Wakefield, CT: Greg McFadden